# Marcus Antonius Primus

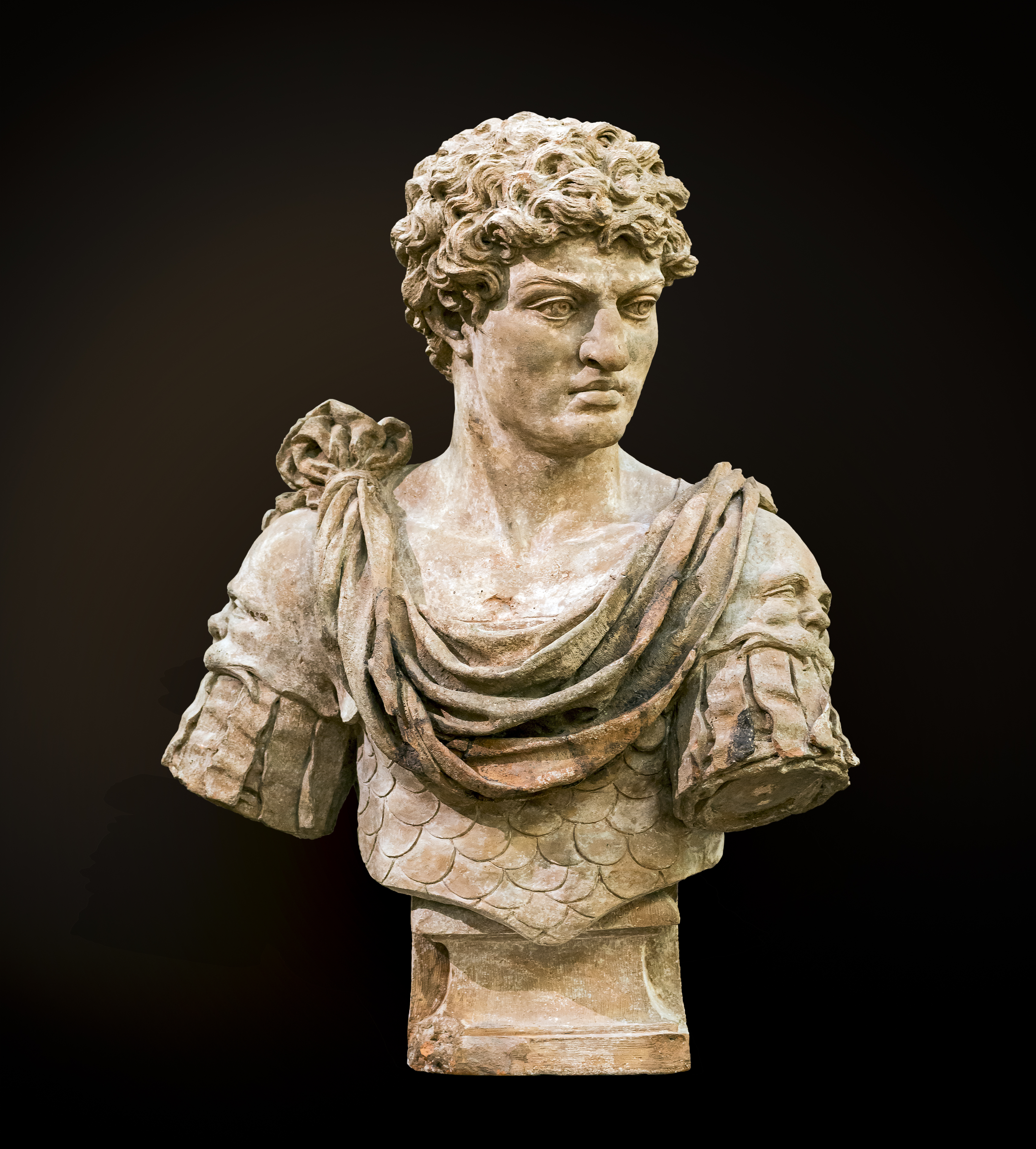
Terrakotta-Büste von Marc Arcis

Marcus Antonius Primus (* 30/35 bei Tolosa; † nach 81) war ein römischer Politiker und Militär im 1. Jahrhundert n. Chr.
Marcus Antonius Primus war möglicherweise der Enkel von Iullus Antonius und damit Urenkel des Marcus Antonius. Während der Herrschaft Neros wurde er erstmals als Senatsmitglied genannt. Er verlor jedoch aufgrund einer Intrige im Jahr 61 seinen Senatorenrang und wurde aus Rom verbannt. Von Kaiser Galba wurde er im Jahr 68 wieder in den Senat aufgenommen und erhielt den Oberbefehl über die Legio VII Galbiana in Pannonien.
Nach Galbas und Othos Tod ergriff Primus im Bürgerkrieg Partei für Vespasian und marschierte mit seinen Truppen eigenmächtig gegen Kaiser Vitellius in Italien. Bei Bedriacum besiegte er ihn im Oktober 69 und stürmte noch am gleichen Tag Cremona. Anschließend überquerte er den Apennin und marschierte gegen Rom, wo er jedoch auf unerwarteten Widerstand seitens der Bevölkerung stieß. Einen Tag nach Vitellius’ Tod am 20. Dezember zog er in Rom ein.
Antonius Primus war nun de facto der Herrscher Roms und erhielt vom Senat die Rangabzeichen eines Konsuls. Als Gaius Licinius Mucianus in Rom eintraf, trat er jedoch von seiner Stellung zurück und ging, als er von diesem wegen seines eigenmächtigen Handelns und angeblicher Gräueltaten angeschuldigt wurde, in den Osten zu Vespasian, der ihn für sein entschlossenes Handeln ehrte, ihn jedoch aus dem Heeresdienst entließ. So zog sich Primus in seine Heimatstadt zurück.
Es liegen noch Zeugnisse des Antonius Primus aus der Zeit Domitians vor, in denen der Kaiser ihn in Briefen anschreibt.